# Mapi León
María Pilar León Cebrián (Zaragoza, 13 juni 1995) is een Spaans voetbalspeelster.
León ging in 2017 van Atletico Madrid naar Barcelona voor een bedrag van 50.000 euro. Dit was de eerste betaalde transfer in de geschiedenis van het Spaanse vrouwenvoetbal.

## Statistieken
| Seizoen | Club         | Land   | Competitie | Wedstrijden | Doelpunten |
| ------- | ------------ | ------ | ---------- | ----------- | ---------- |
| 2017/18 | FC Barcelona | Spanje | PDF        | 29          | 2          |
| 2018/19 | FC Barcelona | Spanje | PDF        | 30          | 1          |
| 2019/20 | FC Barcelona | Spanje | PDF        | 19          | 0          |
| 2020/21 | FC Barcelona | Spanje | PDF        | 7           | 0          |
| Totaal  | Totaal       | Totaal | Totaal     | 85          | 3          |

Laatste update: december 2020

## Interlands
León debuteerde in 2016 voor het Spaans vrouwenelftal.